# Großer Preis von Australien 2006
Der Große Preis von Australien 2006 (offiziell Formula 1 Heineken Australian Grand Prix 2006) fand am 2. April auf dem Albert Park Circuit in Melbourne statt und war das dritte Rennen der Formel-1-Weltmeisterschaft 2006.

## Berichte

### Hintergründe
Nach dem Großen Preis von Malaysia führte Fernando Alonso in der Fahrerwertung mit sieben Punkten vor Michael Schumacher und Jenson Button. In der Konstrukteurswertung führte Renault mit 13 Punkten vor Ferrari und McLaren-Mercedes.
Mit Michael Schumacher (viermal), David Coulthard (zweimal) und Giancarlo Fisichella (einmal) traten drei ehemalige Sieger zu diesem Grand Prix an.

### Training
Die letzten sechs Teams der Konstrukteursmeisterschaft 2005 waren berechtigt am Freitag im freien Training ein drittes Auto einzusetzen, selbiges galt für das neue elfte Team Super Aguri. Diese Fahrer fuhren am Freitag, traten aber weder im Qualifying noch im Rennen an. Alexander Wurz (Williams), Anthony Davidson (Honda), Robert Doornbos (Red Bull), Robert Kubica (BMW Sauber), Markus Winkelhock (Spyker) und Neel Jani (Toro Rosso) nahmen in dieser Funktion an den Freitagstrainings teil.
Das erste freie Training gewann Davidson mit einer Zeit von 1:28,259 Minuten vor Doornbos und Jacques Villeneuve.
Das zweite freie Training entschied ebenfalls Davidson mit einer Zeit von 1:26,822 Minuten für sich. Zweiter wurde Wurz, Dritter Kubica.
Das dritte freie Training ging an Nick Heidfeld mit einer Zeit von 1:35,335 Minuten, gefolgt von Villeneuve und Vitantonio Liuzzi.

### Qualifying
Das Qualifying wurde in drei Qualifikationsabschnitten ausgetragen. In den beiden ersten schieden die jeweils sechs langsamsten Fahrer aus, im letzten wurde um die Pole-Position gefahren.
Im ersten Qualifikationsabschnitt (Q1) schieden sowohl die beiden Midland, als auch die beiden Super Aguri, überraschend Felipe Massa und Rubens Barrichello aus. Juan Pablo Montoya setzte die beste Zeit.
Im zweiten Qualifikationsabschnitt (Q2) schieden beide Red Bull-Piloten, Michael Schumacher, Liuzzi und Nico Rosberg aus. Alonso fuhr hier die beste Zeit.
Button konnte sich im dritten Qualifikationsabschnitt (Q3) seine dritte Pole-Position sichern. Fisichella beendet das Qualifying auf Platz 2 gefolgt von seinem Teamkollegen Alonso.

### Rennen
Vor dem Rennen ging man davon aus, dass Button auf der Pole-Position der Leichteste der Top-Fahrer war. Beim Start erwischte Button einen guten Start und behauptete die erste Position, die er allerdings nur drei Runden lang behielt. Hinten hingegen wurden Rosberg, Christian Klien und Massa in einen Unfall verwickelt. Während der deutsche Fahrer und der brasilianische Fahrer sofort aufgeben mussten, konnte der Österreicher weiterfahren und schied erst vier Runden später aus.
Die erste Boxenstopprunde wurde in der achten Runde von Tiago Monteiro, dem portugiesischen Fahrer aus Midland, eröffnet, während Montoya in Runde 18 als erster unter den Top-Fahrern anhielt, gefolgt von Button, Ralf Schumacher und Fisichella eine Runde später. Der Führende des Rennens stoppt eine Runde später und überließ den ersten Platz Kimi Räikkönen, der ihn nur eine Runde lang innehatte. Nach dem Stopp des Finnen übernahm der Lokalmatador Mark Webber die Führung, welcher allerdings aufgrund eines Getriebeproblems in der 22. Runde aufgeben musste. Das Rennen ging weiter mit Alonso, der auch beim zweiten Boxenstopp vor Räikkönen blieb und schlussendlich seinen zweiten Saisonsieg einfahren konnte. Für Alonso war es der zehnte Sieg in der Formel-1-Weltmeisterschaft. Button, der zu Beginn der letzten Runde Fünfter war, schied wenige Meter vor dem Ziel mit brennendem Motor aus. Ralf Schumacher wurde Dritter und stand damit zum letzten Mal in seiner Karriere auf dem Podium. Die restlichen Punkteplatzierungen belegten Heidfeld, Fisichella, Villeneuve, Barrichello und Coulthard.
In der Fahrerwertung behielt Alonso die Führung. Erste Verfolger waren nun Fisichella und Räikkönen. In der Konstrukteurswertung tauschten McLaren-Mercedes und Ferrari wieder die Plätze hinter Renault.

## Meldeliste
| Team                              | Nr. | Fahrer               | Chassis          | Motor                | Reifen |
| --------------------------------- | --- | -------------------- | ---------------- | -------------------- | ------ |
| Mild Seven Renault F1 Team        | 01  | Fernando Alonso      | Renault R26      | Renault 2.4 V8       | M      |
| Mild Seven Renault F1 Team        | 02  | Giancarlo Fisichella | Renault R26      | Renault 2.4 V8       | M      |
| Team McLaren Mercedes             | 03  | Kimi Räikkönen       | McLaren MP4-21   | Mercedes-Benz 2.4 V8 | M      |
| Team McLaren Mercedes             | 04  | Juan Pablo Montoya   | McLaren MP4-21   | Mercedes-Benz 2.4 V8 | M      |
| Scuderia Ferrari Marlboro         | 05  | Michael Schumacher   | Ferrari 248 F1   | Ferrari 2.4 V8       | B      |
| Scuderia Ferrari Marlboro         | 06  | Felipe Massa         | Ferrari 248 F1   | Ferrari 2.4 V8       | B      |
| Panasonic Toyota Racing           | 07  | Ralf Schumacher      | Toyota TF106B    | Toyota 2.4 V8        | B      |
| Panasonic Toyota Racing           | 08  | Jarno Trulli         | Toyota TF106B    | Toyota 2.4 V8        | B      |
| Williams F1 Team                  | 09  | Mark Webber          | Williams FW28    | Cosworth 2.4 V8      | B      |
| Williams F1 Team                  | 10  | Nico Rosberg         | Williams FW28    | Cosworth 2.4 V8      | B      |
| Williams F1 Team                  | 35  | Alexander Wurz       | Williams FW28    | Cosworth 2.4 V8      | B      |
| Lucky Strike Honda Racing F1 Team | 11  | Rubens Barrichello   | Honda RA106      | Honda 2.4 V8         | M      |
| Lucky Strike Honda Racing F1 Team | 12  | Jenson Button        | Honda RA106      | Honda 2.4 V8         | M      |
| Lucky Strike Honda Racing F1 Team | 36  | Anthony Davidson     | Honda RA106      | Honda 2.4 V8         | M      |
| Red Bull Racing                   | 14  | David Coulthard      | Red Bull RB2     | Ferrari 2.4 V8       | M      |
| Red Bull Racing                   | 15  | Christian Klien      | Red Bull RB2     | Ferrari 2.4 V8       | M      |
| Red Bull Racing                   | 37  | Robert Doornbos      | Red Bull RB2     | Ferrari 2.4 V8       | M      |
| BMW Sauber F1 Team                | 16  | Nick Heidfeld        | BMW Sauber F1.06 | BMW 2.4 V8           | M      |
| BMW Sauber F1 Team                | 17  | Jacques Villeneuve   | BMW Sauber F1.06 | BMW 2.4 V8           | M      |
| BMW Sauber F1 Team                | 38  | Robert Kubica        | BMW Sauber F1.06 | BMW 2.4 V8           | M      |
| Spyker MF1 Team                   | 18  | Tiago Monteiro       | Midland M16      | Toyota 2.4 V8        | B      |
| Spyker MF1 Team                   | 19  | Christijan Albers    | Midland M16      | Toyota 2.4 V8        | B      |
| Spyker MF1 Team                   | 39  | Markus Winkelhock    | Midland M16      | Toyota 2.4 V8        | B      |
| Scuderia Toro Rosso               | 20  | Vitantonio Liuzzi    | Toro Rosso STR1  | Cosworth 3.0 V10     | M      |
| Scuderia Toro Rosso               | 21  | Scott Speed          | Toro Rosso STR1  | Cosworth 3.0 V10     | M      |
| Scuderia Toro Rosso               | 40  | Neel Jani            | Toro Rosso STR1  | Cosworth 3.0 V10     | M      |
| Super Aguri Formula 1             | 22  | Takuma Satō          | Super Aguri SA06 | Honda 2.4 V8         | B      |
| Super Aguri Formula 1             | 23  | Yūji Ide             | Super Aguri SA06 | Honda 2.4 V8         | B      |

Anmerkungen

1. 1 2 3 4 5 6  Nahm nur an den Freitagstrainings teil.

## Klassifikationen

### Qualifying
| Pos. | Fahrer               | Konstrukteur        | Q1       | Q2       | Q3         | Start |
| ---- | -------------------- | ------------------- | -------- | -------- | ---------- | ----- |
| 01   | Jenson Button        | Honda               | 1:28,081 | 1:26,337 | 1:25,229   | 01    |
| 02   | Giancarlo Fisichella | Renault             | 1:27,765 | 1:26,196 | 1:25,635   | 02    |
| 03   | Fernando Alonso      | Renault             | 1:28,569 | 1:25,729 | 1:25,778   | 03    |
| 04   | Kimi Räikkönen       | McLaren-Mercedes    | 1:27,193 | 1:26,161 | 1:25,822   | 04    |
| 05   | Juan Pablo Montoya   | McLaren-Mercedes    | 1:27,079 | 1:25,902 | 1:25,976   | 05    |
| 06   | Ralf Schumacher      | Toyota              | 1:28,007 | 1:26,596 | 1:26,612   | 06    |
| 07   | Mark Webber          | Williams-Cosworth   | 1:27,669 | 1:26,075 | 1:26,937   | 07    |
| 08   | Nick Heidfeld        | BMW Sauber          | 1:27,796 | 1:26,017 | 1:27,579   | 08    |
| 09   | Jacques Villeneuve   | BMW Sauber          | 1:28,460 | 1:26,714 | 1:29,239   | 19    |
| 10   | Jarno Trulli         | Toyota              | 1:27,748 | 1:26,327 | keine Zeit | 09    |
| 11   | Michael Schumacher   | Ferrari             | 1:28,228 | 1:26,718 | –          | 10    |
| 12   | David Coulthard      | Red Bull-Ferrari    | 1:28,408 | 1:27,023 | –          | 11    |
| 13   | Vitantonio Liuzzi    | Toro Rosso-Cosworth | 1:28,999 | 1:27,219 | –          | 12    |
| 14   | Christian Klien      | Red Bull-Ferrari    | 1:28,757 | 1:27,591 | –          | 13    |
| 15   | Nico Rosberg         | Williams-Cosworth   | 1:28,351 | 1:29,422 | –          | 14    |
| 16   | Felipe Massa         | Ferrari             | 1:28,868 | –        | –          | 15    |
| 17   | Rubens Barrichello   | Honda               | 1:29,943 | –        | –          | 16    |
| 18   | Christijan Albers    | MF1 Racing          | 1:30,226 | –        | –          | 17    |
| 19   | Scott Speed          | Toro Rosso-Cosworth | 1:30,426 | –        | –          | 18    |
| 20   | Tiago Monteiro       | MF1 Racing          | 1:30,709 | –        | –          | 20    |
| 21   | Takuma Satō          | Super Aguri-Honda   | 1:32,279 | –        | –          | 21    |
| 22   | Yūji Ide             | Super Aguri-Honda   | 1:36,164 | –        | –          | 22    |

### Rennen
| Pos. | Fahrer               | Konstrukteur        | Runden | Stopps | Zeit        | Start | Schnellste Runde |
| ---- | -------------------- | ------------------- | ------ | ------ | ----------- | ----- | ---------------- |
| 01   | Fernando Alonso      | Renault             | 57     | 2      | 1:34:27,870 | 03    | 1:26,189 (49.)   |
| 02   | Kimi Räikkönen       | McLaren-Mercedes    | 57     | 2      | + 1,829     | 04    | 1:26,045 (57.)   |
| 03   | Ralf Schumacher      | Toyota              | 57     | 2      | + 24,824    | 06    | 1:27,810 (45.)   |
| 04   | Nick Heidfeld        | BMW Sauber          | 57     | 2      | + 31,032    | 08    | 1:27,700 (49.)   |
| 05   | Giancarlo Fisichella | Renault             | 57     | 2      | + 38,421    | 02    | 1:27,561 (53.)   |
| 06   | Jacques Villeneuve   | BMW Sauber          | 57     | 1      | + 49,554    | 19    | 1:28,321 (56.)   |
| 07   | Rubens Barrichello   | Honda               | 57     | 2      | + 51,904    | 16    | 1:27,690 (32.)   |
| 08   | David Coulthard      | Red Bull-Ferrari    | 57     | 2      | + 53,983    | 11    | 1:28,250 (32.)   |
| 09   | Scott Speed          | Toro Rosso-Cosworth | 57     | 2      | + 1:18,817  | 18    | 1:28,367 (26.)   |
| 10   | Jenson Button        | Honda               | 56     | 2      | + 1 Runde   | 01    | 1:27,799 (17.)   |
| 11   | Christijan Albers    | MF1 Racing          | 56     | 2      | + 1 Runde   | 17    | 1:29,238 (53.)   |
| 12   | Takuma Satō          | Super Aguri-Honda   | 55     | 3      | + 2 Runden  | 21    | 1:30,574 (54.)   |
| 13   | Yūji Ide             | Super Aguri-Honda   | 54     | 3      | + 3 Runden  | 22    | 1:33,737 (49.)   |
| –    | Juan Pablo Montoya   | McLaren-Mercedes    | 46     | 2      | DNF         | 05    | 1:27,464 (45.)   |
| –    | Tiago Monteiro       | MF1 Racing          | 39     | 2      | DNF         | 20    | 1:29,687 (31.)   |
| –    | Vitantonio Liuzzi    | Toro Rosso-Cosworth | 37     | 2      | DNF         | 12    | 1:27,988 (25.)   |
| –    | Michael Schumacher   | Ferrari             | 32     | 1      | DNF         | 10    | 1:27,180 (27.)   |
| –    | Mark Webber          | Williams-Cosworth   | 22     | 0      | DNF         | 07    | 1:27,800 (19.)   |
| –    | Christian Klien      | Red Bull-Ferrari    | 4      | 0      | DNF         | 13    | 1:41,351 (04.)   |
| –    | Nico Rosberg         | Williams-Cosworth   | 0      | 0      | DNF         | 14    | –                |
| –    | Jarno Trulli         | Toyota              | 0      | 0      | DNF         | 09    | –                |
| –    | Felipe Massa         | Ferrari             | 0      | 0      | DNF         | 15    | –                |

## WM-Stände nach dem Rennen
Die ersten acht des Rennens bekamen 10, 8, 6, 5, 4, 3, 2 bzw. 1 Punkt(e).

### Fahrerwertung
| Pos. | Fahrer               | Konstrukteur      | Punkte |
| ---- | -------------------- | ----------------- | ------ |
| 01   | Fernando Alonso      | Renault           | 28     |
| 02   | Giancarlo Fisichella | Renault           | 14     |
| 03   | Kimi Räikkönen       | McLaren-Mercedes  | 14     |
| 04   | Michael Schumacher   | Ferrari           | 11     |
| 05   | Jenson Button        | Honda             | 11     |
| 06   | Juan Pablo Montoya   | McLaren-Mercedes  | 9      |
| 07   | Ralf Schumacher      | Toyota            | 7      |
| 08   | Nick Heidfeld        | BMW Sauber        | 5      |
| 09   | Jacques Villeneuve   | BMW Sauber        | 5      |
| 10   | Felipe Massa         | Ferrari           | 4      |
| 11   | Mark Webber          | Williams-Cosworth | 3      |

| Pos. | Fahrer             | Konstrukteur        | Punkte |
| ---- | ------------------ | ------------------- | ------ |
| 12   | Rubens Barrichello | Honda               | 2      |
| 13   | Nico Rosberg       | Williams-Cosworth   | 2      |
| 14   | David Coulthard    | Red Bull-Ferrari    | 1      |
| 15   | Christian Klien    | Red Bull-Ferrari    | 1      |
| 16   | Scott Speed        | Toro Rosso-Cosworth | 0      |
| 17   | Jarno Trulli       | Toyota              | 0      |
| 18   | Vitantonio Liuzzi  | Toro Rosso-Cosworth | 0      |
| 19   | Christijan Albers  | MF1 Racing          | 0      |
| 20   | Takuma Satō        | Super Aguri-Honda   | 0      |
| 21   | Tiago Monteiro     | MF1 Racing          | 0      |
| 22   | Yūji Ide           | Super Aguri-Honda   | 0      |

### Konstrukteurswertung
| Pos. | Konstrukteur     | Punkte |
| ---- | ---------------- | ------ |
| 01   | Renault          | 42     |
| 02   | McLaren-Mercedes | 23     |
| 03   | Ferrari          | 15     |
| 04   | Honda            | 13     |
| 05   | BMW Sauber       | 10     |
| 06   | Toyota           | 7      |

| Pos. | Konstrukteur        | Punkte |
| ---- | ------------------- | ------ |
| 07   | Williams-Cosworth   | 5      |
| 08   | Red Bull-Ferrari    | 2      |
| 09   | Toro Rosso-Cosworth | 0      |
| 10   | MF1 Racing          | 0      |
| 11   | Super Aguri-Honda   | 0      |